# Łukasz Żółkiewski
Łukasz Żółkiewski herbu Lubicz (ur. 1594, zm. 9 listopada 1636 roku) – wojewoda bracławski w 1636 roku, starosta kałuski w 1623 roku, starosta perejasławski w 1629 roku, starosta chmielnicki.
Kształcił się za granicą. Po przegranej bitwie pod Cecorą w 1620 roku przez dwa lata przebywał w tureckiej niewoli. Poseł na sejm 1624 roku z województwa ruskiego. Podróżował z królewiczem Władysławem Wazą po Europie. W czasie wojny ze Szwecją w dniu 7 kwietnia 1627 roku dowodził pod Bożepolem na Pomorzu Gdańskim w zwycięskim starciu z grupą najemników z Meklemburgii, a następnie walczył z nimi w bitwie pod Hamersztynem. Poseł na sejm konwokacyjny 1632 roku z ziemi halickiej.
Poseł na sejm ekstraordynaryjny 1634 roku. W 1635 roku przekazał fundusze na założenie kolegium jezuickiego w Perejasławiu, a na jego funkcjonowanie darował miasteczko Bubniów z okolicznymi terenami, co zatwierdziła konstytucja z 1638 roku.
Pochowany został w Bubniowie (obecnie Bubniwska Słobidka). 